# Sanghaj–Hangcsou nagysebességű vasútvonal
A Sanghaj–Hangcsou nagysebességű vasútvonal egyszerűsített kínai írással: 沪杭客运专线 vagy 沪杭高速铁路, tradicionális kínai írással: 滬杭客運專線 vagy 滬杭高速鐵路, pinjin: Hùháng Kèyùn Zhuānxiàn vagy Hùháng Gāosù Tiělù) egy 202 km hosszú, dupla vágányú, 25 kV 50 Hz-cel villamosított nagysebességű vasútvonal Kínában Sanghaj és Hangcsou között. A megengedett maximális sebesség 350 km/h. A vonal 20 hónap építkezés után 2010 október 26-án nyílt meg. A vonal része a Sanghaj–Kunming nagysebességű vasútvonalnak és a Hangcsou–Fucsou–Sencsen nagysebességű vasútvonalnak is. A vonalon CRH380A, CRH380B, CRH2C és CRH3C nagysebességű motorvonatok közlekednek.

## Története
2009 február végén kezdődtek meg a munkálatok Sanghaj és Hangcsou között. A beruházás összege közel harminc milliárd Zsenminpi volt. Összesen kilenc állomás épült a vonalon. A munkálatok 20 hónapot vettek igénybe.
A 4,4 milliárd dollárba kerülő projekthez a pénzt a Kína Vasúti Minisztérium és a három érintett tartomány biztosította. Az utazás ideje Sanghaj–Hangcsou között 1 óra 15 percről 38 percre csökkent.
Ez a projekt része annak a tervnek, amely a Jangce deltájában három jelentős gazdasági központot köt össze, háromszögben nagysebességű vonalakkal: ezzel mindenütt csökkentve az utazási időt, mindhárom oldalon kevesebb mint egy órára. Az utazási idő 78 percről 45 percre csökkent, ezért a Sanghaj–Hangcsou maglev vasút megépítése feleslegessé vált.

## Állomások
- Sanghaj Hungcsiao pályaudvar,
- Szungcsiang,
- Csinsan,
- Csiasans,
- Csiahszing,
- Tunghsziang,
- Hajning,
- Jühang,
- Hangcsou.[2]

## Érdekességek
A vonalon került sor a kínai sebességrekord-tesztre. Egy módosítás nélküli nyolcrészes villamos CRH380A motorvonat 416,6 kilométer per órás sebességet ért el.